# Dyrup (Odense)
 For alternative betydninger, se Dyrup (flertydig). (Se også artikler, som begynder med Dyrup)
Dyrup er en lille bydel i Odense mellem Dalum og Bellinge og beliggende i Dyrup Sogn. Dyrup ligger teknisk set i Dalum, men ofte omtaler man Dyrup som en by for sig. I udkanten af Dyrup ligger Åhaven som er et boligblokkvarter. Der er også et industrikvarter i den vestlige del af Dyrup, til starten af Sanderum.
Bydelen indeholder bl.a. en folkeskole, en svømmehal og et idræts- og kulturcenter. 
55°21′01″N 10°20′31″Ø / 55.35028°N 10.34194°Ø